# Olivier Magnenat
 (octobre 2023).
Si vous disposez d'ouvrages ou d'articles de référence ou si vous connaissez des sites web de qualité traitant du thème abordé ici, merci de compléter l'article en donnant les références utiles à sa vérifiabilité et en les liant à la section « Notes et références ».
Olivier Magnenat est un contrebassiste de jazz suisse, chef d'orchestre, compositeur et arrangeur.

## Carrière
Il a étudié la contrebasse au Conservatoire de musique de Genève et au Conservatoire de Lausanne, puis en autodidacte s'initie au jazz et à l'improvisation.
En musique classique, il a participé aux tournées avec l’Ensemble Instrumental de Lausanne dirigé par le chef de chœur Michel Corboz. Dès les années 1970, il se produit dans toute l’Europe, dans les années 1980, il joue dans des formations telles que Under Control et passe par les États-Unis, et au Canada avec le Christy Doran Quartet. Dans les années 1990 sur scène avec un orchestre historique M.G.M. au Festival de Jazz de Genève, avec Béatrice Graf à la batterie et Maurice Magnoni aux saxophones. Avec le pianiste Jacques Demierre et le saxophoniste Urs Blöchlinger, il forme le trio Kutteldaddeldu, et joue dans Tenue de Ville.
Il forme YOC avec le pianiste Christophe Tiberghien et le tromboniste Yves Massy en 1999. Il a joué et enregistré avec beaucoup de figures marquantes du jazz contemporain et du free jazz (Irène Schweizer, Pierre Favre, Charlie Rouse, Glenn Ferris, Franco D'Andrea, Barry Altschul), et a travaillé avec Claude Tabarini, Alain Monnier, Daniel Bourquin, Philippe Nicolet.
Il est marié et a deux enfants.

## Association pour le développement de Musique impRovisée AMR
Il a été un des membres fondateurs en 1973 et plusieurs fois président de l'AMR (Association pour le développement de la musique improvisée) dont il crée les premiers ateliers. Il est par ailleurs cofondateur de la classe professionnelle de jazz AMR/CPM (CPM = Conservatoire populaire de musique, danse et théâtre de Genève) où il enseignera.

## Discographie
Sa discographie principale est constituée de collaborations avec divers musiciens et se compose d’une vingtaine de parutions.
- 1975 : Live in Montreux album de CM4 avec F. Lindemann (Evasion EB 100819)[1] (Disque d'Or en 1977 en Espagne)
- 1979 : Jazz Line album de MGM (R.S.R HL01)
- 1979 : Viva la Musica contribution a l'album et direction du Big Band AMR (VDE 30240)[2]
- 1979 : MGM en trio avec M. Magnoni et O. Clerc dans le Maurice Magnoni Trio (VDE 30309)[3]
- 1980 : Tribulat contribution a l'album de Alain Monnier Trio (Hathut Records 3505)[4]
- 1981 : Les plus grands succès de Sarcloret contribution au premier album de Sarclo
- 1984 : Kroumir contribution a l'album de Under Control (ST 5006) avec Christy Doran et Cl. Jordan[5]
- 1985 : Audience contribution a l'album de Hans Kennel, Glenn Ferris, Franco D'Andrea[6]
- 1987 : Wenn's Im Sommer Ins Kino Schneit contribution a l'album de Peter Schärli's Special Choice (PL 1267-32)[7]
- 1989 : À Cordes Et À Vents album avec François Chevrolet (PL1267-44)[8]
- 1990 : Live in Lausanne album de Kutteldaddeldu (PL 1267-61)[9]
- 1991 : Musik Für Zwei Kontrabässe, Elektrische Gitarre Und Schlagzeug contribution a l'album de Christy Doran - Fredy Studer - Bobby Burri - Olivier Magnenat (ECM 1436-84794)[10]
- 1992 : You Need It album de Kutteldaddeldu (PL 1267-83)[11]
- 1993 : Duets contribution a l'album de Maurice Magnoni avec Jacques Demierre, et Claude Tabarini (PL 1267-90)[12]
- 1994 : Half a life time album compilation avec Fredy Studer, Christy Doran (UTR 4068)[13]
- 1997 : Christophe Tiberghien: Duo album en duo[14]
- 1999 : London Calling album avec "John Aram Quartet" (autoproduit)[15]
- 2000 : Second Vocabulary album du Bertrand Blessing Trio, avec Léo Tardin
- 2001 : YOC album en trio Yves Massy/Olivier Magnenat/Christophe Tiberghien[16]
- 2004 : Truc album avec le trio YOC[17]
- 2005 : Live à la spirale album du Christophe Tiberghien Trio, avec Ph, Staehli.
- 2008 : 1 Certitude album avec Christophe Tiberghien Trio.